# Zele caligatus
Zele caligatus är en stekelart som först beskrevs av Alexander Henry Haliday 1835.  Zele caligatus ingår i släktet Zele och familjen bracksteklar. Arten är reproducerande i Sverige. Inga underarter finns listade i Catalogue of Life.